# Miguel Ángel Forniés
Miguel Ángel Forniés   (Badalona, 18 de setembre de 1952) és un fotoperiodista català centrat en el món del bàsquet, estretament vinculat al Club Joventut Badalona. Va ser el primer enviat especial de la premsa espanyola a l'NBA.
Forniés ha desenvolupat tasques de fotoperiodista en diverses publicacions especialitzades en bàsquet, com Nuevo Basket o Basket16 i ha col·laborat en programes de ràdio. Anys abans fou jugador, entrenador i fins i tot representant, sent pioner en la introducció de jugadores a la lliga femenina de bàsquet en els anys 80. L'any 1984 va ser el primer enviat especial de la premsa espanyola a l'NBA. 

Del Gener al Maig de 1986 es va fer càrrec del primer equip femení del Club de Bàsquet Cantaires (aleshores anomenat "Sabor d'Abans"), etapa que va concloure amb el subcampionat de la Lliga espanyola de bàsquet femenina.

Des de l'any 1996 i durant 19 temporades va ser el cap de premsa del Club Joventut Badalona.

Ha escrit dos llibres: "Crónicas de un viaje alucinante", en el que relata la seva experiència en el món del bàsquet, principalment a l'NBA, i "Memorias vividas", en el que, de manera autobiogràfica, repassa les seves experiències vitals i les viscudes en el món del bàsquet com aficionat, jugador, entrenador, fotògraf i cap de premsa.
En el mes de novembre de 2019 va ser guardonat en la 5a edició dels Premis de Periodisme Esportiu de la Fundació del Bàsquet Català, en la categoria de fotoperiodisme.

## Publicacions
- "Crónicas de un viaje alucinante" (2009, Zona 131 Ediciones de Basket, S.L.) ISBN 978-8493419165
- "Memorias vividas" (2016, Zona 131 Ediciones de Basket, S.L.) ISBN 978-8460828518